# Microcos triflora
Microcos triflora är en malvaväxtart som först beskrevs av Francisco Manuel Blanco, och fick sitt nu gällande namn av R.C.K.Chung. Microcos triflora ingår i släktet Microcos och familjen malvaväxter. Utöver nominatformen finns också underarten M. t. longipetiolata.